# Incursões punitivas mongóis contra os principados russos
Esta é uma lista de campanhas militares tártaro-mongóis na Rússia depois da Invasão Mongol da Rússia:
- 1252 - Horda de Nevruy devastou Pereslavl-Zalessky e Suzdal.
- 1258/1259 - Ataques contra o Principado de Aliche-Volínia, liderados por Burundai. Os esforços de Daniel da Rutênia de livrar os principados russos do domínio mongol são frustrados.
- 1273 - O território de Novgorod foi atacado duas vezes pelos mongóis, Vologda e Bezhitsa devastadas.
- 1274 - Smolensk devastada pelos mongóis.
- 1275 - Invasão mongol do sudeste da Rússia, Kursk pilhada.
- 1278 - Principado de Ryazan pilhado pelos mongóis.
- 1281 - A horda de Kovdygay e Alchiday saquearam Murom e Pereslavl-Zalessky, arruinando como seus vizinhos de Suzdal, Rostov, Vladimir, Yuriev-Polsky, Tver, Torzhok.
- 1282 - Ataques mongóis contra Vladimir and Pereslavl-Zalessky.
- 1283 - Vorgolsk, Rylsk e Lipetsk saqueadas pelos mongóis, devastação de Kursk e Vorgol.
- 1285 - O guerreiro mongol Eltoray, filho de Temir, pilhou Ryazan e Murom.
- 1293 - O guerreiro mongol Dyuden veio até a Rússia e pilhou 14 cidades, incluindo Murom, Moscow, Kolomna, Vladimir, Susdália, Yuriev-Polsky, Pereslavl-Zalessky, Mozhaysk, Volokolamsk, Dmitrov e Uglitch. Na mesma época o tsarevitch tártaro Takhtamir saqueou o Principado da Tuéria e capturou escravos no Principado de Vladimir.
- 1307 - Tártaros pilharam o Principado de Ryazan.
- 1315 - Torzhok (Principado de Novgorod) e Rostov pilhadas pelos tártaros.
- 1317 - Principado da Tuéria devastado pelos tártaros.
- 1318 - Costroma e Rostov saqueadas pelos tártaros.
- 1322 - Jaroslávia devastada pelos tártaros.
- 1327 - Expedição punitiva da Horda de Ouro contra o Principado da Tuéria.
- 1358, 1365 e 1373 - Principado de Ryazan saqueado pelos tártaros.
- 1375 - Ataque tártaro contra o subúrbio sudeste do Principado de Novgorod-Seversk.
- 1377 e 1378 - Ataques tártaros contra os Principados de Novgorod e Ryazan.
- 1382 - Moscou queimada por Toquetamis, dez mil moscovitas mortos.
- 1391 - Ataques tártaros em Vyatka
- 1399 - Tártaros atacam Níjni Novgorod.
- 1408 - Serpukhov, vizinhanças de Moscou, Pereyaslavl, Rostov, Yuriev, Dmitrov, Níjni Novgorod e Aliche saqueados pelos tártaros.
- 1410 - Vladimir arruinada pelos tártaros.
- 1415 - Yelets devastada pelos tártaros.
- 1429 - Tártaros saquearam vizinhanças de Galícia e Kostroma.
- 1439 - Incursões tártaros nas vizinhanças de Moscou e Kolomna.
- 1443 - Tártaros saquearam as vizinhanças de Ryazan, mas foram repelidos da cidade.
- 1445 - Tártaros atacaram Níjni Novgorod e Suzdal.
- 1449, 1451, 1455 e 1459: Tártaros saqueiam as vizinhanças de Moscou.
- 1468 - Tártaros saqueiam as vizinhanças de Galícia.
- 1472 - Aleksin saqueada pelos tártaros.